# Clowesia dodsoniana
Clowesia dodsoniana là một loài thực vật có hoa trong họ Lan. Loài này được E.Aguirre mô tả khoa học đầu tiên năm 1986.